# Australia Open 2005 (Badminton)
Die Australian Open 2005 im Badminton fanden vom 1. bis zum 4. September 2005 in Ballarat statt.

## Sieger und Platzierte
| Disziplin    | Gold                            | Silber                           | Bronze                            |
| ------------ | ------------------------------- | -------------------------------- | --------------------------------- |
| Herreneinzel | Andrew Smith                    | Geoffrey Bellingham              | Rony Agustinus                    |
| Herreneinzel | Andrew Smith                    | Geoffrey Bellingham              | Conrad Hückstädt                  |
| Dameneinzel  | Petra Overzier                  | Huang Chia-chi                   | Renuga Veeran                     |
| Dameneinzel  | Petra Overzier                  | Huang Chia-chi                   | Rebecca Bellingham                |
| Herrendoppel | Boyd Cooper Travis Denney       | Geoffrey Bellingham Craig Cooper | Ross Smith Glenn Warfe            |
| Herrendoppel | Boyd Cooper Travis Denney       | Geoffrey Bellingham Craig Cooper | Lam Hoi Tak Tam Lok Tin           |
| Damendoppel  | Kellie Lucas Kate Wilson-Smith  | Renee Flavell Lianne Shirley     | Rebecca Bellingham Rachel Hindley |
| Damendoppel  | Kellie Lucas Kate Wilson-Smith  | Renee Flavell Lianne Shirley     | Donna Cranston Kimberly Windsor   |
| Mixed        | Travis Denney Kate Wilson-Smith | Stuart Brehaut Tania Luiz        | Craig Cooper Lianne Shirley       |
| Mixed        | Travis Denney Kate Wilson-Smith | Stuart Brehaut Tania Luiz        | Boyd Cooper Kellie Lucas          |